# Saison 2 de Daredevil
Ne doit pas être confondu avec la saison 2 de Daredevil: Born Again.
Chronologie
Saison 1 Saison 3
Cet article présente les treize épisodes de la deuxième saison de la série télévisée américaine Daredevil.

## Synopsis
Après avoir arrêté le criminel Wilson Fisk et son organisation, celui qu'on appelle désormais Daredevil doit faire face à une plus grande menace, celle du Punisher, un homme en quête de justice pour les victimes, n'hésitant pas à utiliser des méthodes criminelles pour parvenir à ses fins. Dans le même temps, Matt voit revenir dans sa vie Elektra Natchios, une vieille connaissance...

## Distribution

### Acteurs principaux
- Charlie Cox (VF : Bernard Gabay) : Matt Murdock / Daredevil
- Deborah Ann Woll (VF : Noémie Orphelin) : Karen Page
- Elden Henson (VF : Franck Lorrain) : Franklin « Foggy » Nelson
- Jon Bernthal (VF : Jérôme Pauwels) : Frank Castle / The Punisher
- Élodie Yung (VF : Chloé Berthier) : Elektra Natchios
- Stephen Rider (en) (VF : Jean-Baptiste Anoumon) : Blake Tower (en) (épisodes 2 à 11)
- Rosario Dawson (VF : Annie Milon) : Claire Temple (épisodes 3, 10 et 11)
- Vincent D'Onofrio (VF : Thierry Hancisse) : Wilson Fisk / Le Caïd (épisodes 8 à 10)
- Scott Glenn (VF : Georges Claisse) : Stick (à partir de l'épisode 8)

### Acteurs récurrents et invités
- Royce Johnson (VF : Mohad Sanou) : Sergent Brett Mahoney (épisodes 1, 2, 4, 6 et 10 à 13)
- Susan Varon (VF : Caroline Jacquin) : Josie (épisodes 1, 4, 5 et 13)
- Rob Morgan (VF : Daniel Lobé) : Turk Barrett (épisodes 1 et 13)
- Matt Gerald (VF : Christophe Desmottes) : Melvin Potter (épisodes 2, 4 et 13)
- Marilyn Torres : Louisa Delgado (épisodes 3, 6, 10 et 11)
- Peter McRobbie (VF : Achille Orsoni) : le père Lantom (épisode 4)
- Tony Curran : Finn (épisode 4)
- Katt Masterson : Sergent Thompson (épisodes 4, 10 et 12)
- Geoffrey Cantor (VF : Jean-Louis Faure) : Mitchell Ellison, rédacteur en chef du New York Bulletin (épisodes 5, 9, 10, 12 et 13)
- Amy Rutberg (VF : Marie Zidi) : Marci Stahl (épisodes 5 et 11)
- Ron Nakahara : Hirochi (épisodes 5, 6, 9, 11 et 12)
- John Pirkis (VF : Jean-Pol Brissart) : Stan Gibson (épisodes 5, 6 et 9 à 11)
- Deirdre Madigan : Juge Cynthia Batzer (épisodes 6 à 8)
- Clancy Brown (VF : Frédéric van den Driessche) : Colonel Schoonover (épisodes 8 et 12)
- Peter Shinkoda (VF : Guillaume Bourboulon) : Nobu (épisodes 9 et 11 à 13)
- William Forsythe : Dutton (épisode 9)
- Lucas Elliot Eberl : Daniel Gibson (épisodes 9 à 11)
- Wai Ching Ho (VF : Marie-Martine) : Madame Gao (épisode 11)
- Suzanne H. Smart : Shirley Benson (épisode 11)
- Lily Chee : Elektra jeune (épisode 12)

### Invités venant des autres séries Marvel/Netflix

#### DeJessica Jones
Saison 1
- Michelle Hurd (VF : Pascale Vital) : Samantha Reyes (épisodes 2, 3, 6 à 8 et 10)
- Carrie-Anne Moss (VF : Danièle Douet) : Jeri Hogarth (épisode 13)

## Diffusion
Tous les épisodes ont été mis en ligne simultanément le 18 mars 2016 sur Netflix, dans tous les pays.

## Liste des épisodes

### Épisode 1:Pan!
- Royce Johnson (Sergent Brett Mahoney)
- Rob Morgan (Turk Garrett)
- Susan Varon (Josie)
- John Bianco (Jimmy l'ours)
- Mario D'Leon (Leon)
- McCaleb Burnett (Grotto)
- Andy Murray (Nesbitt)
- Cliff Moylan (Thomas)
- Stephen Lee Anderson (Cullen)
- Gregory Dann (Johnny)
- David McCrea (George)
- Patrick Brana (Alpha)

Sous un été particulièrement chaud, Hell's Kitchen est en effervescence et sur le point d'exploser : l'arrestation de Wilson Fisk a laissé un vide parmi les criminels qui se disputent sa place mais plusieurs gangs se font massacrer. Le dernier en date composé de truands irlandais est décimé. Le seul survivant, Grotto, demande l'aide de Nelson et Murdock, avec leur réputation de défenseurs de causes perdues, afin de sortir de là et de changer de vie. Le truand s'effondre au sol, blessé très gravement. Karen l'emmène aux urgences pendant que Foggy enquête parmi les gangs attaqués et Murdock, sous le costume de Daredevil, suit la piste des armes modifiées utilisées pour les tueries. Il découvre ainsi qu'il n'y a qu'un seul tireur, formé au maniement des armes, surentrainé et sans pitié. Il n'hésite pas à entrer à l'hôpital et poursuivre son implacable mission. Karen emmène son client en voiture et fuit les services médicaux. 

### Épisode 2:Sous les balles
- Michelle Hurd (Samantha Reyes)
- Royce Johnson (Sergent Mahoney)
- Matt Gerald (Melvin Potter)
- McCaleb Burnett (Grotto)
- Clyde Baldo (Clint)

Foggy a retrouvé la trace de Matt lors de son précédent combat avec le tueur. La balle l'a blessé à la tête mais grâce à sa tenue, il est vivant mais souffre d'une commotion qui perturbe ses sens. Alors que Foggy et Karen prennent le dossier Grotto très à cœur, l'assistante du procureur Samantha Reyes et son adjoint Blake Towers débarquent au commissariat pour passer un accord avec le truand. Karen et Foggy découvrent que le tireur, surnommé le Punisher, fait déjà l'objet d'une enquête et a à son actif plusieurs dizaines de morts parmi toutes les familles mafieuses. 

### Épisode 3:Le Gratin de New York
- Michelle Hurd (Samantha Reyes)
- McCaleb Burnett (Grotto)
- Ray Ianicelli (Jerry)
- John Bianco (Jimmy l'ours)
- Marilyn Torres (Louisa Delgado)

Daredevil se réveille enchainé à une cheminée par le Punisher. Les deux hommes discutent des différents points de vue sur la justice et la possibilité de rédemption. Foggy se rend aux urgences pour savoir si son ami s'y trouve, en vain. Il retrouve Claire Temple et l'aide tant bien que mal à maîtriser les différents gangs qui se renvoient la responsabilité des meurtres en série. Grotto contacte Karen afin de l'aider dans sa fuite. Mais Castle a retrouvé la trace du criminel et l'emmène sur le toit où se trouve Daredevil. Il lance un ultimatum à Matt : soit il le tue avec un revolver scotché à sa main soit Castle abat le truand lui-même. 

### Épisode 4:Piécettes et Petite Monnaie
- Tony Curran (Finn)
- Ryan Woodle (George Bach)
- Joshua Bitton (Rory)
- Mark David Watson (Rafe)
- Peter McRobbie (Le père Lantom)
- John Joseph Gallagher (Seamus)
- Kat Masterson (Sergent Thompson)

### Épisode 5:Kinbaku
- Geoffrey Kantor (Mitchell Ellison)
- Amy Rutberg (Marci Stahl)
- Ron Nakahara (Hirochi)
- Kevin Nagle (Roscoe Sweeney)
- John Pirkis (Stan Gibson)

Dans une courte scène où Matt et Elektra sortent d'une voiture de sport, les deux acteurs parlent en français dans la version originale.

### Épisode 6:Repentirs
- Royce Johnson (Sergent Brett Mahoney)
- Michelle Hurd (Samantha Reyes)
- Ron Nakahara (Hirochi)
- John Pirkis (Stan Gibson)
- Neil Grayston (Christopher Roth)
- Deirdre Madigan (Juge Cynthia Batzer)
- Marilyn Torres (Louisa Delgado)

### Épisode 7:Semper Fidelis
- Michelle Hurd (Samantha Reyes)
- Deirdre Madigan (Juge Cynthia Batzer)
- Eric Michael Gillett (Docteur Gregory Tepper)
- Joe Forbrich (Philip Cabroni)
- Michael Kincade (Bailiff)

### Épisode 8:Ultime coupable
- Scott Glenn (Stick)
- Vincent D'Onofrio (Wilson Fisk / Le Caïd)
- Clancy Brown (Colonel Schoonover)
- Deirdre Madigan (Juge Cynthia Batzer)
- Randall McNeal (Docteur Andrew Lee)
- Steve Sanpietro (Roy Olsky)
- Valentino Musumeci (Brian)
- Michael Kincaid (Bailiff)

### Épisode 9:Sept minutes au paradis
- Vincent D'Onofrio (Wilson Fisk / Le Caïd)
- William Forsythe (Dutton)
- Geoffrey Cantor (Mitchell Ellison)
- John Pirkis (Stan Gibson)
- Ron Nakahara (Hirochi)
- Korey Jackson (Stewart)
- Peter Shinkoda (Nobu)
- Danny Johnson (Benjamin Donovan)
- Eric Michael Gillett (Docteur Gregory Tepper)
- Steve Sanpietro (Roy Olsky)
- Lucas Elliot Eberl (Daniel Gibson)

Flashback un an auparavant : Wilson Fisk est incarcéré dans une prison de haute sécurité qui a pour caïd le truand Dutton. Fisk commence à soudoyer tous les criminels et les gardiens de la prison qui peuvent encore l'être pour prendre le pouvoir. De nos jours : Castle est emprisonné dans la même aile sécurisée que Fisk. Ce dernier manipule Castle afin de tuer Dutton, affirmant qu'il a des informations sur le massacre où la famille de Castle a trouvé la mort. Dutton sait en effet que les trois gangs devaient rencontrer un trafiquant asiatique, le Blacksmith, mais la police avait infiltré un des gangs et s'est retrouvée impliquée dans la fusillade. Castle poignarde Dutton avec un surin, mais Fisk lui tourne le dos et le Punisher tue aussi tous les hommes de Dutton.
Pendant ce temps, Matt a repris conscience après les soins d'Elektra. Il décide de combattre La Main tout seul et demande à Elektra de partir. Foggy rend visite à son associé et lui annonce qu'il ferme le cabinet à la suite de leurs divergences d'opinion et leurs amitié mise à mal à la suite des derniers évènements. Karen, de son côté, continue l'enquête sur Castle et découvre que des corps ont disparu pour d'obscures raisons. Mitchell pense que la jeune femme a découvert quelque chose d'important et décide de l'accompagner voir le Dr Tepper, le médecin légiste qui a témoigné au procès du Punisher. Le corps disparu était celui d'un policier infiltré. Ellison décide d'engager Karen au Bulletin pour prendre la place de Ben Urich. C'est avec émotion qu'elle accepte. 
Daredevil force Stan Gibson à lui donner de nouvelles informations sur les activités de La Main mais le comptable ne peut rien dire car les yakusas ont enlevé son fils Daniel, qu'ils gardent dans un bâtiment sécurisé. Matt parvient sans peine à pénétrer l'endroit et prend un homme en otage pour se rendre dans les souterrains où il a détecté quelque chose. Sur place, Matt se retrouve devant une vision d'horreur : des adolescents dans des cages, transfusés vers un cercueil en métal ancien couvert d'inscriptions asiatiques. Gibson vient libérer son fils ainsi que les autres prisonniers. Un homme encagoulé vient récupérer le cercueil à la barbe de Daredevil, sans oublier auparavant d'affronter le justicier. Ce dernier mis à terre reconnaît le tueur qui enlève son foulard : il s'agit de Nobu. Matt est interloqué de le voir en vie.
- Dans le bureau du journaliste décédé, une accrochée au mur parle de la bataille de New York (vue dans le film cinéma Avengers) , anecdote pour rappeler l'étendue de l'univers  Marvel.

### Épisode 10:L'Homme confiné
- Stephen Rider (Blake Tower)
- Vincent D'Onofrio (Wilson Fisk / Le Caïd)
- Michelle Hurd (Samantha Reyes)
- Royce Johnson (Sergent Brett Mahoney)
- Danny Johnson (Benjamin Donovan)
- Geoffrey Cantor (Mitchell Ellison)
- John Pirkis (Stan Gibson)
- Gilles Marini (Jacques Duchamps)
- Caroline Strong (Agent Gallagher)
- Marilyn Torres (Louisa Delgado)
- Katt Masterson (Sergent Thompson)
- Lucas Elliot Eberl (Daniel Gibson)

Les jeunes torturés par les yakusas sont amenés aux services des urgences où travaille Claire. Pendant ce temps, la nouvelle de l'évasion de Castle fait le tour de la ville. Samantha Reyes et son adjoint Blake Tower convoquent Matt, Foggy et Karen au tribunal. Reyes a trouvé en menace l'enveloppe contenant la photo du crâne de Castle dans le sac de sa petite fille. Elle fait des aveux aux avocats : lors du pique-nique à Central Park où se trouvait les Castle, une opération menée par le service du procureur était chargé d'arrêter un trafiquant nommé "Le Forgeron" (Blacksmith) qui faisait affaire avec le gang des Irlandais, les Dogs of Hell et le Cartel Mexicain, mais il n'est pas apparu et les gangs se sont tirés dessus les uns sur les autres, tuant au passage la femme et les enfants de Castle. Parmi eux, se trouvaient des policiers infiltrés qui ont tiré sur Castle, le laissant pour mort. 
Peu après, le bureau est mitraillé. Foggy est blessé au bras et Reyes est truffée de plomb. Matt apprend que le Punisher était incarcéré dans la même aile que Le Caïd. Pour lui, ce n'est pas un hasard et il va rendre visite au criminel. L'entretien s'avère musclé et Matt jure qu'il fera tout ce qu'il faudra pour que Vanessa n'ait jamais accès à un visa de retour. Fisk jure qu'il ne l'oubliera pas et que son ami Foggy et lui paieront son incarcération. Alors qu'Elektra doit prendre son avion pour l'Europe, elle est abordée par un homme parlant français, Jacques Duchamps. Il a été envoyé par Stick pour la tuer. Après un violent combat, la jeune femme tue l'assassin.
Un nouveau mort est trouvé : le médecin légiste qui avait témoigné au procès. Là encore, sa chambre est parsemée de ricochets provenant d'une arme automatique. Karen ne croit pas que Castle soit responsable de ce meurtre. Mitchell, lui, n'en est pas convaincu et demande qu'elle soit raccompagnée à son appartement par deux policiers. Alors qu'elle regroupe les documents pour son article, Frank fait sa réapparition et jure qu'il n'a rien à voir avec les récentes tueries. Karen et lui sont sous le feu des tirs de mitraillettes mais sortent indemnes de l'appartement.
- Dans la version originale ; lors de la rencontre entre Elektra et Jacques, les deux acteurs dialoguent en français.

### Épisode 11:.380
- Le titre original évoque une arme à feu ; calibre .380

### Épisode 12:L'Obscurité au bout du tunnel
- Scott Glenn (Stick)
- Clancy Brown (Colonel Schoonover)

Alors que Matt arrive pour empêcher Stick et Elektra de s'entretuer, La Main surgit et enlève Stick. Foggy aide une dernière fois son ami en lui suggérant de les chercher dans les tunnels abandonnés du métro. Dans les couloirs, Matt affronte les hommes de La Main en déjouant leurs techniques de dissimulations. Il retrouve Stick, mais aussi Elektra qui l’a suivi. À ce moment, Nobu apparait et s'agenouille : Elektra est le Black Sky, l'arme humaine que la Main recherche tant, et Stick l’a toujours su. Elektra est prête à accepter sa place mais Matt lui force la main, la poussant à le tuer si elle doit aller plus loin.

Karen voit le massacre du bateau et veut tourner la page du Punisher, or Ellison veut son article. Elle va retrouver le colonel Schoonover afin d'en apprendre plus sur l'homme qu'était Frank Castle avant le massacre. Sur des photos, Karen reconnait des hommes de main du Forgeron. Schoonover est le trafiquant que Castle recherchait. Il se sait démasqué et tente de tuer Karen mais le Punisher les a suivi, piège son ancien colonel et l'emmène dans son ancienne cabane. Karen essaie encore de le retenir de tuer, en vain. Castle abat "Le Forgeron" et trouve dans la cabane une remise secrète contenant un arsenal de guerre.

### Épisode 13:Une froide journée en enfer
- Carrie-Anne Moss (Jeri Hogarth)

Matt et Elektra sont décidés à en finir avec La Main et Nobu. Ils se décident à attaquer le plus vite possible, et Melvin accepte de les équiper : une tenue renforcée pour Elektra, une matraque extensible pour Matt. La Main tend un piège aux justiciers en enlevant toutes les personnes que Daredevil a pu sauver. Matt veut les sauver mais Elektra est prête à les sacrifier pour viser directement Nobu. Les ninjas de La Main opposent une forte résistance. Quand l'affrontement final approche, Matt dit à Elektra qu'il est prêt à quitter New-York et fuir avec elle une fois le combat terminé. Sur le toit du bâtiment, Nobu s'attaque à Matt seul à seul pendant qu'Elektra est retenue par les ninjas. Elektra finit par se sacrifier en se jetant sur le saï de Nobu. Furieux et appuyé par les tirs de Castle qui achève les derniers ninjas, Matt précipite Nobu par-dessus le toit. Alors qu'il se relève à nouveau, Stick le décapite.

- Le titre original est un jeu de mots ; Hell signifiant Enfer est à l'opposé du froid.